# هاتسنبوهل
هاتسنبوهل (به آلمانی: Hatzenbühl) یک شهر در آلمان است که در گرمرسهایم واقع شده‌است. هاتسنبوهل ۲٬۷۳۴ نفر جمعیت دارد.